# 歌川貞章
歌川 貞章（うたがわ さだあき、生没年不詳）とは、江戸時代の浮世絵師。

## 来歴
歌川国貞の門人、歌川の画姓を称す。作画期は天保の頃とされる。嘉永4年（1851年）刊行の合巻『島廻浪間朝日奈』の初編下冊の見返しに「貞章画」とある。